# Chiesa di San Lorenzo (Porte di Rendena)
La chiesa di San Lorenzo è la parrocchiale di Vigo Rendena, frazione di Porte di Rendena in Trentino. Rientra nella zona pastorale delle Giudicarie dell'arcidiocesi di Trento e risale al XV secolo.

## Storia

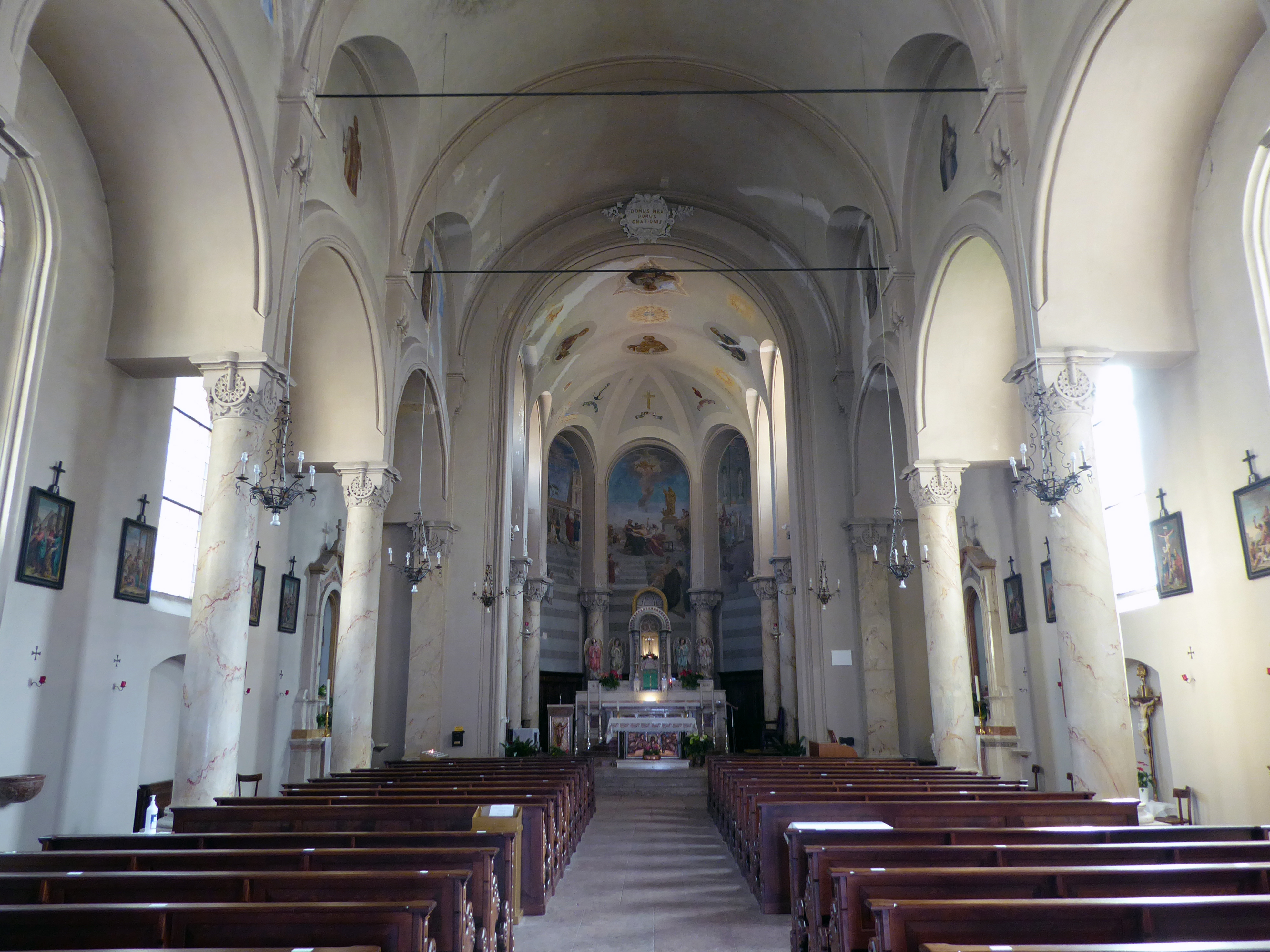
Interno

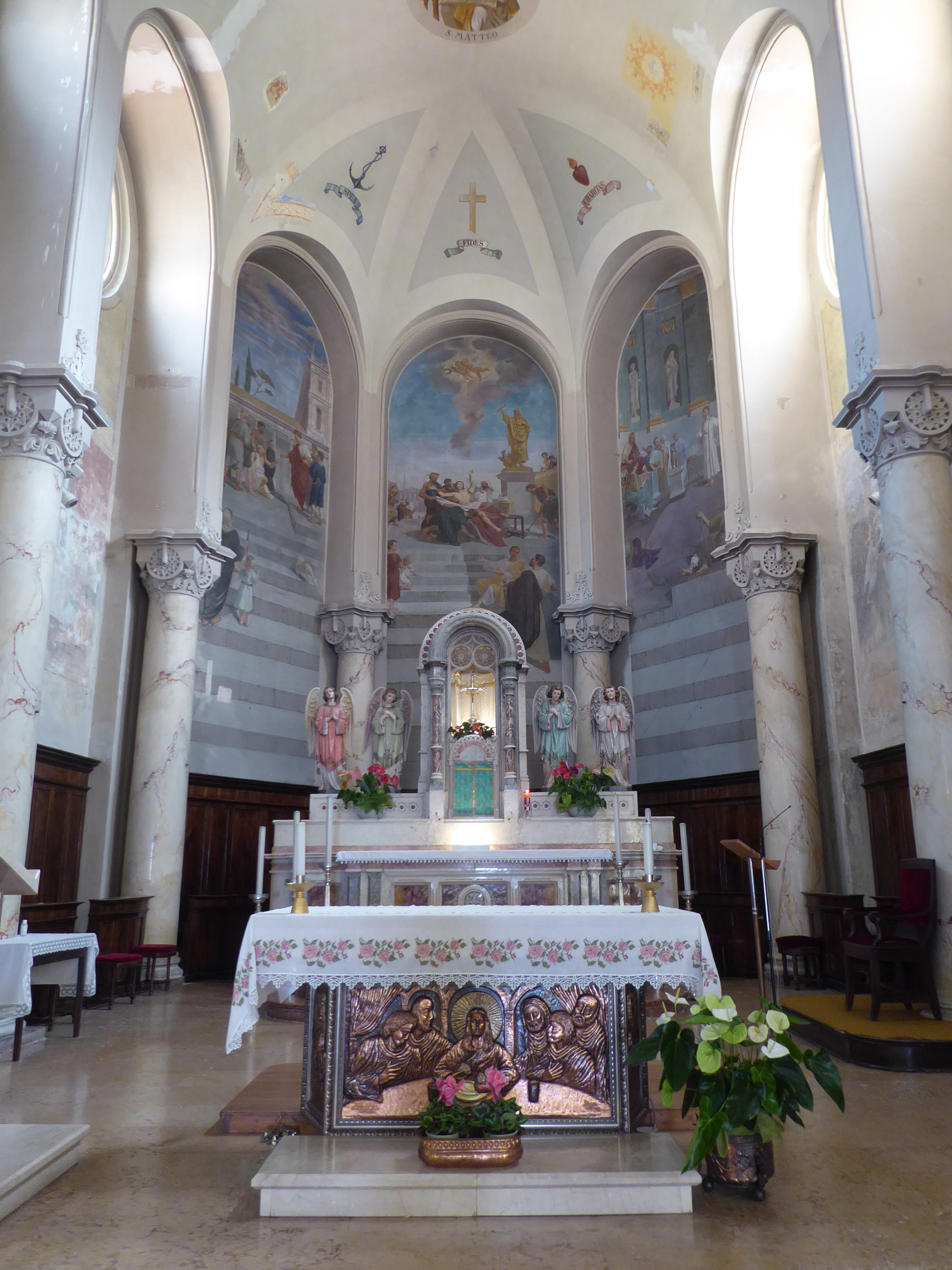
Presbiterio

La chiesa di San Lorenzo a Vigo è di origine medievale ed è documentata a partire dal XV secolo, poiché nell'anno 1454 venne celebrata la sua consacrazione, e venne ulteriormente citata nel 1498.
Venne elevata a dignità curiaziale nel 1705, sussidiaria della pieve di Rendena. Circa quarant'anni dopo l'antico edificio probabilmente venne ampliato con l'allungamento della navata.
Nella seconda metà del XIX secolo la chiesa primitiva venne giudicata non più sufficiente alle esigenze del maggior numero di fedeli di Vigo e Leopoldo de Claricini venne incaricato di progettare un nuovo edificio. 
Nel 1869 l'antica chiesa venne demolita e il vescovo di Trento Benedetto Riccabona de Reichenfels benedì la prima pietra che venne posata per il nuovo luogo di culto. Il cantiere rimase aperto tre anni e, nel 1872, il nuovo edificio fu ultimato.
La chiesa fu ricostruita non esattamente sullo stesso sito della precedente, ma un po' più a sud, mentre non venne abbattuta l'antica torre campanaria, che divenne così il campanile della nuova chiesa, in posizione isolata. L'edificio, che rispetta uno stile neoromanico, venne benedetto nel 1872 e solennemente consacrato nel 1877.
All'inizio del XX secolo la chiesa venne arricchita da decorazioni murali eseguiti da Francesco Valentini, poi venne elevata a dignità parrocchiale, nel 1913.
Durante gli anni sessanta fu realizzato l'adeguamento liturgico con le prime modifiche alla parte presbiteriale e nel 1969, in occasione del centenario dalla posa della prima pietra dell'edificio, furono installate nuove vetrate nelle grandi finestre e le pareti vennero tinteggiate.
Le scosse di terremoto di maggio e settembre 1976 danneggiarono in modo grave la chiesa che venne chiusa al culto per motivi di sicurezza. A partire dal 1977 le parti murarie vennero consolidate e tutto l'edificio venne restaurato, con miglioramenti come la nuova pavimentazione nel presbiterio in marmo bianco.
Pochi anni dopo fu necessario intervenire sul pavimento appena posato e fu completata la sistemazione del presbiterio. Gli ultimi interventi si sono conclusi nel 2005 ed hanno riguardato le coperture, le parti in pietra e il risanamento generale.